# 타이 에어 카고
타이 에어 카고(Thai Air Cargo)는 2004년부터 2006년까지 태국 방콕에 본사를 둔 화물 항공사였다.

## 역사
타이 에어 카고는 2004년 12월 태국 물류회사, 상업운송 주식회사 또는 CTI홀딩스(51%)와 호주 항공사 콴타스 항공(49%)의 합작법인으로 설립됐다.
태국 항공화물 운송은 처음에 일본, 중국, 인도, 유럽의 시장을 목표로 했다.
2005년에 타이 에어 카고는 미국에 본사를 둔 월드 에어웨이스에서 맥도널 더글러스 MD-11을 임대할 것이라고 발표했다.